# 1923년 영국 총선
1923년 영국 총선은 1923년 영국에서 치러진 총선으로, 노동당이 최초로 정권을 잡은 선거로, 자유당과 연립정부를 구성하였다.

## 선거 결과
정당별 의석수
| 정당            | 의석수 |
| --------------- | ------ |
| 보수당          | 258    |
| 노동당          | 191    |
| 자유당          | 158    |
| 국민당          | 3      |
| 스코티쉬 금주당 | 1      |
| 기독평화당      | 1      |
| 무소속          | 3      |
| 합계            |        |

정당 득표율 
| 정당            | 득표수    | 득표율 |
| --------------- | --------- | ------ |
| 보수당          | 5,286,159 | 38%    |
| 노동당          | 4,267,831 | 30.7%  |
| 자유당          | 4,129,922 | 29.7%  |
| 국민당          | 54,157    | 0.4%   |
| 공산당          | 34,258    | 0.2%   |
| 벨페스트노동당  | 22,255    | 0.2%   |
| 입헌당          | 15,500    | 0.1%   |
| 스코티쉬 금주당 | 12,877    | 0.1%   |
| 기독평화당      | 570       | 0.004% |

## 같이 보기
- 2019년 영국 총선